# Sofja Velikaja
Sofja Aleksandrovna Velikaja (Russisch: Софья Александровна Великая) (Alma-Ata, 8 juni 1985) is een Russisch schermster.
Velikaja werd in 2016 en 2020 olympisch kampioen met het Russische team. Velikaja verloor in 2012 en 2016, 2020 de olympische finale. Velikaja werd in 2011 en 2015 wereldkampioen en zesmaal met het team.
Velikaja is getrouwd met de worstelaar Aleksej Misjin.

## Resultaten

### Olympische Zomerspelen
| Jaar | Plaats         | Resultaten             |
| ---- | -------------- | ---------------------- |
| 2008 | Peking         | 4e sabel 5e sabel team |
| 2012 | Londen         | sabel                  |
| 2016 | Rio de Janeiro | sabel team sabel       |
| 2020 | Tokio          | sabel team sabel       |

### Wereldkampioenschappen schermen
| Jaar | Plaats          | Resultaten         |
| ---- | --------------- | ------------------ |
| 2004 | New York        | sabel team         |
| 2005 | Leipzig         | sabel · sabel team |
| 2006 | Turijn          | sabel team         |
| 2007 | Sint Petersburg | sabel team         |
| 2010 | Parijs          | sabel team · sabel |
| 2011 | Catania         | sabel · sabel team |
| 2012 | Kiev            | sabel team         |
| 2015 | Moskou          | sabel team         |
| 2018 | Wuxi            | sabel team · sabel |
| 2019 | Boedapest       | sabel team · sabel |

2008: Chomrova, Charlan, Poendyk, Zjovnir ·
2016: Djatsjenko, Gavrilova, Jegorjan, Velikaja ·
2020: Nikitina, Pozdnjakova, Velikaja ·
2024: Bakastova, Charlan, Kravatska, Komasjtsjoek